# Integripelta shirayamai
Integripelta shirayamai är en mossdjursart som beskrevs av Gordon, Mawatari och Kajihara 2002. Integripelta shirayamai ingår i släktet Integripelta och familjen Eurystomellidae. Inga underarter finns listade i Catalogue of Life.